# Praxithea
Praxithea (altgriechisch Πραξιθέα Praxithéa, deutsch ‚die das Opfer eintreibt‘) ist eine Heroine und Najade der griechischen Mythologie. Sie ist die Gemahlin des attischen Königs Erechtheus.

## Mythologie
In Euripides’ nur fragmentarisch erhaltenem Stück Erechtheus ist sie die Tochter des Flussgottes Kephissos und hat drei Kinder. Alle späteren Erwähnungen Praxitheas in diesem Zusammenhang lassen sich auf Euripides zurückführen.
Als einst der Thraker Eumolpos mit einem großen Heer Athen belagerte, befragte König Erechtheus das Orakel von Delphi. Die Weissagung lautete, er müsse für den Sieg eine Tochter opfern. Was weder er noch seine Gemahlin Praxithea wussten: Die drei Geschwister hatten geschworen, dass sie alle sterben sollten, wenn eine umkäme. Als die Ausgewählte geopfert wurde, nahmen sich die anderen beiden das Leben. Erechtheus gewann die Schlacht und tötete den Heerführer, wurde selbst aber von Zeus mit einem Blitz erschlagen – auf Wunsch von Poseidon, dem Vater des Eumolpos. Die drei Töchter wurden in den Himmel erhoben, als Sternbild der Hyaden.
In der Bibliotheke des Apollodor ist sie die Enkelin des Kephissos, Sohn der Kephissostochter Diogeneia und des Phrasios. Ihre Kinder sind hier Pandora, Prokris, Kekrops, Protogeneia, Chthonia, Oreithyia und Krëusa. Andere Quellen nennen als weitere Nachkommen Orneus, Thespios, Metion, Sikyon, Pandoros, Alkon, Eupalamos und Merope.
In einer ganz ähnlichen Geschichte findet sich der Name Praxithea unter den Getöteten: Ein gewisser Leos habe seine drei Töchter (Praxithea, Theope und Eubule) zur Rettung der Athener opfern lassen.
Praxithea wurde von den attischen Gene der Kephisieis und der Phrasidai in ihre Genealogien eingereiht, da beide ihr Geschlecht auf den Flussgott Kephissos zurückführten.